# Supersport-Weltmeisterschaft 2004
Die Supersport-WM-Saison 2004 war die sechste in der Geschichte der FIM-Supersport-Weltmeisterschaft. Es wurden zehn Rennen ausgetragen.

## Punkteverteilung
Weltmeister wird derjenige Fahrer beziehungsweise der Hersteller, der bis zum Saisonende die meisten Punkte in der Weltmeisterschaft angesammelt hat. Bei der Punkteverteilung werden die Platzierungen im Gesamtergebnis des jeweiligen Rennens berücksichtigt. Die fünfzehn erstplatzierten Fahrer jedes Rennens erhalten Punkte nach folgendem Schema:
| Punkteverteilung | Punkteverteilung | Punkteverteilung | Punkteverteilung | Punkteverteilung | Punkteverteilung | Punkteverteilung | Punkteverteilung | Punkteverteilung | Punkteverteilung | Punkteverteilung | Punkteverteilung | Punkteverteilung | Punkteverteilung | Punkteverteilung | Punkteverteilung |
| ---------------- | ---------------- | ---------------- | ---------------- | ---------------- | ---------------- | ---------------- | ---------------- | ---------------- | ---------------- | ---------------- | ---------------- | ---------------- | ---------------- | ---------------- | ---------------- |
| Platz            | 1                | 2                | 3                | 4                | 5                | 6                | 7                | 8                | 9                | 10               | 11               | 12               | 13               | 14               | 15               |
| Punkte           | 25               | 20               | 16               | 13               | 11               | 10               | 9                | 8                | 7                | 6                | 5                | 4                | 3                | 2                | 1                |

In die Wertung kamen alle erzielten Resultate.

## Wissenswertes
- Alle Piloten traten auf Pirelli-Einheitsreifen an.

## Rennergebnisse
|    | Datum  | Rennen         | Strecke        | Pole-Position         | Platz 1              | Platz 2               | Platz 3               | Schn. Rennrunde       |
| -- | ------ | -------------- | -------------- | --------------------- | -------------------- | --------------------- | --------------------- | --------------------- |
| 1  | 29.02. | Spanien        | Valencia       | Karl Muggeridge       | J. van den Goorbergh | Fabien Foret          | Katsuaki Fujiwara     | Broc Parkes           |
| 2  | 28.03. | Australien     | Phillip Island | Karl Muggeridge       | Joshua Brookes       | Kevin Curtain         | J. van den Goorbergh  | J. van den Goorbergh  |
| 3  | 18.04. | San Marino     | Misano         | Sébastien Charpentier | Karl Muggeridge      | Kevin Curtain         | J. van den Goorbergh  | Broc Parkes           |
| 4  | 16.05. | Italien        | Monza          | Karl Muggeridge       | Karl Muggeridge      | Broc Parkes           | J. van den Goorbergh  | Karl Muggeridge       |
| 5  | 30.05. | Deutschland    | Oschersleben   | Karl Muggeridge       | Karl Muggeridge      | Broc Parkes           | Sébastien Charpentier | Broc Parkes           |
| 6  | 13.06. | Großbritannien | Silverstone    | Karl Muggeridge       | Fabien Foret         | Karl Muggeridge       | Broc Parkes           | Sébastien Charpentier |
| 7  | 01.08. | Europa         | Brands Hatch   | Karl Muggeridge       | Karl Muggeridge      | Sébastien Charpentier | J. van den Goorbergh  | Broc Parkes           |
| 8  | 05.09. | Niederlande    | Assen          | Karl Muggeridge       | Karl Muggeridge      | Sébastien Charpentier | Andrew Pitt           | Andrew Pitt           |
| 9  | 26.09. | Italien        | Imola          | Karl Muggeridge       | Karl Muggeridge      | Broc Parkes           | Sébastien Charpentier | Karl Muggeridge       |
| 10 | 03.10. | Frankreich     | Magny-Cours    | Broc Parkes           | Karl Muggeridge      | Broc Parkes           | Sébastien Charpentier | Broc Parkes           |

## Fahrerwertung
| 1  | Karl Muggeridge       | Honda CBR 600 RR | Ten Kate Honda                    | 207 |
| 2  | Broc Parkes           | Honda CBR 600 RR | Ten Kate Honda                    | 135 |
| 3  | J. van den Goorbergh  | Yamaha YZF-R6    | Yamaha Italia                     | 130 |
| 4  | Sébastien Charpentier | Honda CBR 600 RR | Klaffi Honda                      | 120 |
| 5  | Lorenzo Lanzi         | Ducati 749 R     | Ducati Breil                      | 82  |
| 6  | Kevin Curtain         | Yamaha YZF-R6    | Yamaha Motor Deutschland          | 69  |
| 7  | Fabien Foret          | Yamaha YZF-R6    | Yamaha Italia                     | 66  |
| 8  | Stéphane Chambon      | Suzuki GSX-R 600 | Suzuki Alstare Corona Extra       | 64  |
| 9  | Max Neukirchner       | Honda CBR 600 RR | Klaffi Honda                      | 63  |
| 10 | Katsuaki Fujiwara     | Suzuki GSX-R 600 | Suzuki Alstare Corona Extra       | 55  |
| 11 | Alessio Corradi       | Honda CBR 600 RR | Italia Megabike                   | 44  |
| 12 | Andrew Pitt           | Yamaha YZF-R6    | Yamaha Italia                     | 36  |
| 13 | Christian Kellner     | Yamaha YZF-R6    | Yamaha Motor Deutschland          | 30  |
| 14 | Matthieu Lagrive      | Suzuki GSX-R 600 | Moto 1                            | 27  |
| 15 | Joshua Brookes        | Honda CBR 600 RR | Castrol Honda Racing              | 25  |
| 16 | Matteo Baiocco        | Yamaha YZF-R6    | Lorenzini by Leoni                | 20  |
|    | Vittorio Iannuzzo     | Suzuki GSX-R 600 | Suzuki Alstare Corona Extra       | 20  |
| 18 | Giovanni Bussei       | Ducati 749 R     | SL Racing                         | 17  |
| 19 | Jan Hansson           | Honda CBR 600 RR | Kobutex Honda                     | 16  |
| 20 | Barry Veneman         | Suzuki GSX-R 600 | Team Suzuki Nederland             | 15  |
| 21 | Massimo Roccoli       | Yamaha YZF-R6    | Bike Service / Lorenzini by Leoni | 15  |
| 22 | Craig Coxhell         | Yamaha YZF-R6    | Yamaha Motor Deutschland          | 13  |

| 23 | Stefano Cruciani     | Kawasaki ZX-6RR                    | Kawasaki Bertocchi                          | 12 |
|    | Denis Sacchetti      | Honda CBR 600 RR                   | Italia Megabike                             | 12 |
| 25 | Werner Daemen        | Honda CBR 600 RR                   | Alpha Technik - Van Zon                     | 11 |
| 26 | Kai-Børre Andersen   | Kawasaki ZX-6RR                    | Kawasaki Docshop Racing                     | 10 |
| 27 | Michel Fabrizio      | Honda CBR 600 RR                   | Italia Megabike                             | 9  |
|    | Pere Riba            | Kawasaki ZX-6RR                    | MSS Discovery                               | 9  |
| 29 | Arie Vos             | Kawasaki ZX-6RR                    | Pajic-Kawasaki                              | 8  |
|    | Vittoriano Guareschi | Ducati 749 R                       | Ducati Breil                                | 8  |
|    | Walter Tortoroglio   | Suzuki GSX-R 600 / Kawasaki ZX-6RR | Celani - Suzuki Italia / Kawasaki Bertocchi | 8  |
| 32 | Anthony West         | Honda CBR 600 RR                   | Italia Megabike                             | 7  |
|    | Alessandro Antonello | Kawasaki ZX-6RR                    | Kawasaki Bertocchi                          | 6  |
| 34 | Luke Quigley         | Suzuki GSX-R 600                   | Buildbase Knotts Racing                     | 4  |
|    | Craig Jones          | Triumph Daytona 600                | Valmoto Triumph                             | 4  |
|    | Antonio Carlacci     | Yamaha YZF-R6                      | Start Team                                  | 4  |
|    | Arne Tode            | Yamaha YZF-R6                      | Ecko Racing Team                            | 4  |
| 38 | Tom Tunstall         | Honda CBR 600 RR                   | Vitrans / Hardinge M.T.                     | 3  |
|    | Diego Giugovaz       | Honda CBR 600 RR                   | Velox Team                                  | 3  |
|    | Sébastien le Grelle  | Honda CBR 600 RR                   | LeGrelle Dholda Moto P.                     | 3  |
| 41 | Jimmy Lindström      | Honda CBR 600 RR                   | Klaffi Honda                                | 2  |
|    | Ron van Steenbergen  | Honda CBR 600 RR                   | Kobutex Honda                               | 2  |
| 43 | Philippe Donischal   | Suzuki GSX-R 600                   | Moto 1                                      | 1  |
|    | Eli Chen             | Honda CBR 600 RR                   | IRT Honda Israel                            | 1  |

## Konstrukteurswertung
| 1 | Honda 1  | 212 |
| 2 | Yamaha   | 176 |
| 3 | Suzuki   | 103 |
| 4 | Ducati   | 95  |
| 5 | Kawasaki | 40  |
| 6 | Triumph  | 4   |

1 Beim Lauf in Oschersleben wurden die besten sechs Honda-Piloten wegen eines fehlerhaft homologierten Gewichts der hinteren Radachse disqualifiziert. Honda informierte die FIM darüber, dass beim Ausfüllen der Homologationsdokumente ein Fehler unterlaufen sei, daraufhin wurde die Disqualifikation der Piloten wider aufgehoben, die Konstrukteurs-Punkte blieben Honda jedoch aberkannt.